# Neoterapus bicarinatus
Neoterapus bicarinatus är en skalbaggsart som först beskrevs av Lewis 1898.  Neoterapus bicarinatus ingår i släktet Neoterapus och familjen stumpbaggar. Inga underarter finns listade i Catalogue of Life.